# 女王陛下シリーズ
『女王陛下シリーズ』（じょおうへいかシリーズ）は、秋津透/著・藤田和子/イラストによる日本のライトノベル。キャンバス文庫（小学館）より 、1994年4月から1996年8月にかけて刊行された。本編6巻、外伝1巻が発刊された所で商業誌での展開は打ち切りとなり、現在は同人誌で続編を展開中である。

## 概要
古代中国に似た異世界を舞台にした作品だが、登場人物の名前は「わかりやすいから（あとがきより）」という理由で欧州系の名前で統一されており、命名法も名＋姓で統一されている。また、一人称視点と三人称視点を交互に入れ替える手法を取った事で物語全体にメリハリを付け、飽きさせない工夫がなされている。
キャンバス文庫全体の不振に本作も巻き込まれてしまい、第2部の最終巻が出た所で打ち切りを余儀なくされる。しかし、著者にとっては相当思い入れが強い作品で、舞台を同人誌に移し、本作の為だけの同人サークル「範国総領事館」を立ち上げて続編を展開している。

## あらすじ
大陸の東方に位置する大国『範（ファン）国』では「男殺し」と呼ばれる疫病が流行した事で、王侯貴族の男性の大半が死に絶えてしまい、国の運営は残された女性達の手に委ねられた。そんな中、大陸西方の大国『宇（ウー）国』は帝国を名乗り、手始めに隣国の『烈（リエ）国』を征服、続いて範国を手中にすべく大軍を送り込んできた。この緊急事態に家督を継いだばかりのアグネスは、範国の女王で幼馴染のエリザベスから諸侯会議への出席を要請される。会議に出席したアグネスだが、列席した諸侯達は揃いも揃ってとんでもない女性ばかり。しかも、訳の判らないままエリザベスによって財務卿に任命され、軍師のジャネットと共に前線へ送り込まれてしまう。果たして、範国とアグネスの運命は？

## 世界設定
架空の大陸の東部にある範（ファン）国が主な舞台だが、宇（ウー）国や烈（リエ）国が舞台になった事もある。
範（ファン）国
大陸東部の広範囲を領有する大国。成立してからの年代は不明だが、現在の女王エリザベスが125代目の王である事から千年単位の歴史を持つのは確実である。元々の起こりは諸侯間の争いの調停を行っていく内に王家として認められたもので、王家の力はそれほど強くない。一方、王都の範を中心にした東西南北の方角にある地域を統括する四方鎮守侯の影響力は大きく、場合によっては国王の首を無理矢理挿げ替える事もやってきた。また、大国の姿とは裏腹に財政状態は最悪で、国家予算の大半が借金によって賄われている。物語が始まる数年前に起こった「男殺し」と呼ばれる疫病によって王侯貴族の男性の大半が死亡し、諸侯の7割が女性となっている。
宇（ウー）国
範の西方に位置する大国。秦がモデルとなっている。自らを「帝国」と称し、周辺の国々を武力で征服してきた。範国からは蛮族と呼ばれているが、大陸西方の地域と活発に交易を行っており、国力は範国を上回っている。範国を征服すべく皇帝自らが遠征軍を指揮するも、範国、庫国、林国の連合軍に敗北。更に西方の蛮族を従えたウィンゲートに国内を荒されるなど軍事的な失敗が続き、範国と和解する事となる。
烈（リエ）国
宇国の隣にある国で、宇国とは長年に渡って争いを続けてきた宿敵。一旦は宇国に征服されるも、範国の援助を受けたクリストファーが王位に付く事で宇国の支配から脱却する。範国では高級な錦が特産品となっており、一介の兵士でも鎧下に錦を着込んでいる。
庫（クー）国
範国の南に位置する小国。国の規模は小さいが商業や鉱山業が発達しており、経済力は大陸東部でも随一である。また、範国の国家予算の一部はこの国からの借金で成り立っている。王家は2つに分かれており、代々の王は2つの王家から1人ずつ輩出して国を統治するシステムになっている。
林（リン）国
範国の北に位置する小国。謎の多い魔法王国で、特産品も遠話機など謎な品物ばかりである。軍隊に至ってはぬいぐるみ軍団とも言える代物で、宇国との戦いでは宇国を散々に打ち負かしており、宇国軍兵士にとってはトラウマとなっている。

## 登場人物

### 範国
アグネス・岐（チー）
第1部の主人公で語り部。16歳。エリザベスとは従姉妹で親友。岐侯の家督を相続した直後に宇国の侵略を受けての緊急会議に呼び出され、あれよあれよと言う間にエリザベスによって財務卿に任命されてしまう。当初は気弱な性格で周りの状況に振り回されていたが、マーガレットの英才教育や様々な経験を積んでいく事で徐々にその才能を開花させていく。エリザベスの贅沢好きや借金の返済に頭を痛めつつ、予算の配分や経費の計上をやり繰りする苦労人で、借金に押し潰されたり、釜茹でにされたりする悪夢に悩まされている。本人は普通のつもりだが、宇国人からすれば充分にとんでもない女性に見えている。第3部では範国の転覆を狙うヴィンセント一派に誘拐されるが、比較的冷静に対処するなど大きく成長した姿を見せている。また、エリザベスとのやり取りは“過激などつき漫才”と呼ばれて王家名物（？）となっている。
エリザベス十八世
範国第125代国王。16歳。普段は女王らしく気品に満ちた振る舞いを見せているが、我が儘で嫉妬深い上に執念深く、しかも贅沢好きとアグネスにとって一番頭が痛い相手である。好奇心旺盛な性格で珍しい物が好きだが、食虫植物やイグアナなど変なものばかりを好んでいる。また、誰もが対処に苦慮しているウィンゲートを「凛々しい」と評して家臣達を絶句させた事がある。実は霊力が非常に強く、第2部では女神を自身に降臨させている。変なものを好む性質は幼少時からのもので、一部では「大ボケ」として知られていた。この為、父や兄弟を『男殺し』で失った事で王太女に選出された当初は四方鎮守侯や各諸侯が恐慌状態となり、国家の存亡が危ぶまれた。しかし、宇国の侵略を退けた事で女王として大きく成長し、第3部では諌言に来たバーバラを論破して彼女の誅殺に一役買った。
マーガレット・易（イー）
四方鎮守侯の筆頭である東鎮侯にして麟鳳（りんぽう）会議の議長。21歳。範国の重臣では最年長であり、人生経験に裏付けられた言葉には誰もが納得させられるが、柔らかい笑みを浮かべながら腹黒な発言をすることも。政治力も断トツで、範国の事実上の宰相として辣腕を振るっている。突然重役に抜擢されたアグネスに英才教育を施し、彼女を一流の政治家に育て上げた。宇国の軍師フランシスとは元夫婦で、宇国がウィンゲートに襲撃された時に密書を送っている。範国が宇国への救援部隊を送り込んだ頃からヴィンセントが雇った妖術師に呪詛を掛けられており、第2部では全く出番が無かったが、外伝2でフランシスとオーギュストの協力で呪詛を破る事に成功する。その時の経緯でフランシスとよりを戻し、彼との子供を懐妊した事で東鎮侯の座を小アイリーンに譲り渡すが、第3部でヴィヴィアンと共にバーバラを誅殺するなど、影響力は全く衰えていない。
カテリーナ・朋（ポン）
四方鎮守侯の北鎮侯。19歳。外伝1の語り部。しきたりにうるさく頑固な北部諸侯達をまとめ上げてきた為、かなり辛辣な性格になっている。江戸っ子を思わせる口調で話し、「そいつぁ、てぇへんだ」が口癖。ジャネットとは幼馴染で、彼女の兄が殺害された事件では風邪でダウンしたジャネットの代わりに事件の調査を行った。マーガレットが東鎮侯を退いた事で筆頭鎮守侯となるも、第3部のラストでヴィンセント一派に呪詛を掛けられて昏睡状態となってしまう。
ロザリンド・博（ポー）
四方鎮守侯の南鎮侯。17歳。気性が激しい性格で、人を手荒に使うのが得意。政治家としてだけでなく武勇にも優れており、「男殺し」が流行しなければ朱雀将軍になっていた筈であった。烈国にジェシカと共に潜入した時は（幸運もあったが）2度に渡ってウィンゲートを撃退している。一方でいい加減な部分もあり、自分が不利になると猫を被ったりする。
ジャネット・普（プー）
範国軍軍師。19歳。無敵を謳われる天才軍師だが、実は吟遊詩人の追っかけが生きがいというミーハー娘。高飛車でキツイ性格をしており、ほとんど直感だけで物事を決断してしまう。しかも恐ろしい事に直感が外れた事がほぼ無い事から、「軍師の御宣託」と呼ばれている程である。しかし、直情径行な性質ゆえに理詰めで物事を進めていく事を苦手にしており、交渉事にはまるで向いていない。吟遊詩人の追っかけは一種のストレス発散になっており、発散する術を知らなかった頃は試験などでストレスを溜め込みすぎて体調を崩す事が多かった。宇国の救援に赴いた時は、彼女の苛烈な性質を目の当たりにしたアレキサンダーに「凄まじきは範国の女」と言わしめている。
ヴィヴィアン・超（チャオ）
近衛軍東門守護の青龍将軍。17歳。智将と呼ばれ、二刀流を得意としている。冷静な性格だが、それゆえマリアンと共にジェシカやジョセフィーヌのサポート役になる事が多い。宇国への救援ではウィンゲートに真っ先に戦いを挑み、華麗な体捌きで翻弄した。第2部のラストでマーガレットに関する不穏当な発言をするが、実際はマーガレットと共に東方諸侯の不満分子を焙り出す「汚れ仕事」を行っていた。8歳で家督を継いでから様々な陰謀に晒されてきた為、シニカルで醒めた眼差しで世の中を見ている。また、本気で怒った時や敵を罠に嵌めた時に見せる“氷の微笑”は見る者全てを凍て付かせる程の迫力を持っている。第3部ではバーバラに取り入る振りをして彼女を王都に招きよせ、マーガレットと共にバーバラを誅殺した。
ジョセフィーヌ・飛（フェイ）
近衛軍西門守護の白虎将軍。17歳。第2部の主人公。範国きっての猛将で、長槍を得意としている。猛将の名に違わず戦場では切り込み隊長的な役割を果たしており、多くの戦果を挙げてきた。また、無類の酒好きであり、水筒には水の代わりに酒を入れている程である。宇国との会戦の後は前線である岳（ユエ）城に駐屯していたが、宇国側の前線である景（ジン）城に駐屯していたレイモンドとひょんな事から飲み友達となり、彼から宇国の危機を知らされて援軍を送る事をエリザベスに提案し、両国が和解する切っ掛けを作った。第2部では彼女に逆恨みしたペーターに雇われた妖術師モーリスが放った死霊のお陰で禁酒する羽目になったり、爬（パ）山の自称“魔王”ディビットに捕らわれて妖怪と戦わされるなど散々な目に遭わされる。一連の事件でレイモンドと絆を深めるが、現在の関係は友人以上恋人未満といった案配である。第3部ではマーガレットとヴィヴィアンがバーバラを誅殺する現場に立ち会わされ、後片付けをヴィヴィアンから押し付けられた。
ジェシカ・関（グァン）
近衛軍北門守護の玄武将軍。17歳。勇将として名高く、長剣の他に飛刀を愛用している。陽気な性格だが方向音痴なのがタマに瑕。無類の美少年好きで、美少年が居る所には迷わず辿り着く事ができ、烈国に潜入した時は女装していたクリストファーの正体を一目で見抜いた。
マリアン・陸（ルー）
近衛軍南門守護の朱雀将軍。17歳。仁将と評される人格者で、弓の名手である。真面目で面倒見のいい性格が災いして、ジョセフィーヌやジェシカの尻拭いをやらされる事が多い。財務卿に抜擢されて右も左も判らないアグネスに様々な事を教え込んだ。庫国へアグネスと共に交渉に赴いた時は、アグネスの未熟な部分をサポートして借金チャラの約束を取り付ける。第3部ではアグネスの護衛を行っていた時に彼女の誘拐事件に巻き込まれて重傷を負う。
アイリーン・亮（リャオ）
第3部から登場した新東鎮侯。16歳。先代の亮侯であった祖母と同じ名前なので、小アイリーンとも呼ばれる。就任早々にアグネスと共にヴィンセント一派の襲撃を受けるなどの災難に逢うが、持ち前の行動力と負けん気の強さを発揮して困難を乗り切り、東鎮侯として周囲に認められた。一方でやや無鉄砲な部分があり、護衛役のアダムを慌てさせる事も多い。
バーバラ・楊（ヤン）
第3部に登場した女性諸侯。32歳。範国でも指折りの勢力を持つ楊家の当主で、かつて東鎮侯の座をマーガレットと争った事がある。それなりに能力はあるが、プライドばかり高い能無しと看做されており、実際、現在の首脳陣とは能力に雲泥の差がある上に、宇国との戦いでは兵士も軍資金も出さないなど、果たすべき義務も怠っている有様だった。小アイリーンが新東鎮侯に就任した事に不満を持ち、ヴィンセント一派を雇って暗殺を企むが、ヴィンセントの暴走で失敗。更にヴィヴィアンの口車に乗せられてエリザベスに直接諌言するも一蹴されてしまう。最期は玉座の間にマーガレットが現れた事に逆上して短刀を抜いた所をヴィヴィアンに斬り殺される。
ベアトリス・全（チュアン）
第3部に登場した女性諸侯。南方出身で、かつて朱雀将軍の座をマリアンと争った事がある。現在の境遇に不満を持ち、バーバラの企みに加担した。
フランキー・途（トゥー）
第3部に登場した男性諸侯。バーバラとは縁戚関係にある。バーバラやベアトリス以上に無能で、かつて北方の蛮族が侵攻してきた時に軍隊をまともに編成する事が出来なかった為にカテリーナに怒鳴りつけられる醜態を晒している。この為、現在の境遇に不満を持ってバーバラの企みに加担した。

### 宇国
アレクサンダー1世
宇国第2代皇帝で龍帝と呼ばれる。23歳。長年の宿敵であった烈国を滅ぼして勢力を拡大させ、その勢いで範国の征服に乗り出すも、庫国と林国の援軍を受けた範国に返り討ちにされてしまう。この敗北でケチが付いたのか、範国の裏工作で烈国が独立を取り戻し、更に西方蛮族を糾合したウィンゲートに国内を荒らされるなどの失敗が続く事になる。その後、救援に来た範国によって「西方地域皇帝」というあまりありがたくない称号を授けられて範国と和解する。
フランシス・穆（ムー）
宇国の軍師。22歳。元は範国東方の出身で、マーガレットとは元夫婦であった。マーガレットとは恋人というよりは話の合う友人に近い関係だったが、それが災いして不幸な行き違いとなり、宇国に出奔してしまう。宇国に出奔してからは苦労を重ねながらもその才能をアレクサンダーに見出されて王国軍師に抜擢され、烈国や範国征服の献策を行う。「耐え難きを耐え、忍び難きを忍んで」が口癖で、彼が辿ってきた苦難がうかがえる。範国と和解してからは範国駐在副大使としてヘンリーやレイモンドと共に範国に赴き、そこでマーガレットからの救難要請を受けた事で彼女とのよりを戻した。その後、オーギュストと共にマーガレットに掛けられた呪詛を破り、その過程でマーガレットとの間に子供を儲けた。

### 烈国
ウインゲート
烈国の王子。
絵に書いたような猪武者であり、単体での戦闘力は比類ない。
「自称世界覇王烈国王子」を自称する。辺境の蛮族をまとめ上げ、宇国に攻め込むなど、特定方面へのカリスマ性も高い。
地の文に登場して解説を行う「後世の歴史家」を黙らせるといった特異な能力も持つ。
クリスティーナ
ウインゲートの腹違いの妹。宇国によって烈国を支配するのに利用されている。

## 既刊一覧
- 第一部1「女王陛下のドキドキ大戦争」 1994年4月10日初版発行
- 第一部2「女王陛下のワクワク大作戦」 1994年5月10日初版発行
- 第一部3「女王陛下のウキウキ大遠征」 1994年6月10日初版発行
- 第二部1「白虎奔走」 1995年8月10日初版発行
- 第二部2「白虎奮闘」 1995年12月10日初版発行
- 第二部3「白虎咆哮」 1996年8月10日初版発行
- 外伝1「愛憎の罠～普侯殺害事件（風邪は寝てなきゃ直らない）～」 1994年12月10日初版発行

以下は同人誌「範国通信」等で展開。
- 第三部「闇之秘録」（「範国通信八～十八」所収）
- 第四部「北方大動乱編」（「範国通信十九～」で継続中）
- 外伝2「追憶の罠～東鎮侯変死事件（真面目なやつほど損をする）～」（「範国通信一～五」所収）
- 外伝3「迷妄の罠～次期南鎮侯殺害事件（能ある朱雀は爪を隠す）～」（「範国通信六・七」所収）
- 外伝4「憂国の罠～烈王子横死事件（馬鹿は死なない、治らない）～」（書き下ろし）